# Sainte-Colombe-en-Bruilhois
 Sainte-Colombe-en-Bruilhois  là một xã của tỉnh Lot-et-Garonne, thuộc vùng Nouvelle-Aquitaine, tây nam nước Pháp.